# Della Lee
Della Lee ist eine ehemalige singapurische Squashspielerin.

## Karriere
Della Lee spielte während der 1990er-Jahre bis 2001 auf der WSA World Tour. Ihre höchste Platzierung in der Weltrangliste erreichte sie mit Rang 66 im Mai 1999. Mit der singapurischen Nationalmannschaft nahm sie unter anderem 1992 und 1994 an der Weltmeisterschaft teil. 1994 wurde sie Asienmeisterin mit der Mannschaft. Bei Asienspielen sicherte sie sich 1998 die Bronzemedaille. Außerdem gehörte sie zum singapurischen Kader bei den Commonwealth Games 1998.
Gemeinsam mit Sandra Wu betreibt sie eine Squashakademie in Singapur. Lee hat einen Masterabschluss in International Marketing.

## Erfolge
- Asienmeisterin mit der Mannschaft: 1994
- Asienspiele: 1 × Bronze (Einzel 1998)